# 片岡徳雄
片岡 徳雄（かたおか とくお、1931年2月6日 - 2020年2月28日）は、日本の教育学者（教育社会学）。教育学博士。広島大学名誉教授。

## 生涯
高知県出身。1953年広島大学教育学部卒業。広島大学大学院教育学研究科博士後期課程修了、教育学博士。広島大学教育学部教授、同教育学部長を歴任。
定年退官後は、広島経済大学教授や土佐女子短期大学の学長などを務めた。「日本子ども社会学会」を設立した。

## 著書
- 片岡徳雄・山崎博敏編『広島高師文理大の社会的軌跡』広島地域社会研究センター（1990年）、
- 片岡徳雄編『文芸の教育社会学』福村出版（1994年）など著書・論文多数。